# 금하로
금하로는 경기도 시흥시 과림동부터 광명시를 지나 서울특별시 금천구 시흥동을 가로 질러 호압사 삼거리에 이르는 도로이다. 안양천로(서부간선도로)와 시흥대로를 잇는 일부 구간은 1번 국도의 일부이다.

## 노선
- (계수로로 계속) - 노온사교 - 밤일로사거리 - 밤일로입구사거리 - 구름산터널 - 가리대사거리 - 소하초등학교 - 신촌사거리 - 시흥대교 교차로
- 시흥대교 교차로 - 시흥대교 - 시흥사거리 - 대명시장 - 은행나무사거리 - 범일운수 본사 - 동일여고 - 벽산아파트교차로

## 연결 도로
기점인 과림사거리에서 계수로로 직결되고 금오로와 교차하며, 시흥대교 교차로에서는 서부간선도로, 안양천로가 만난다. 종점인 벽산아파트교차로에서 호암로와 교차한다.

## 주요 건물 및 시설
- 범일운수 (서울특별시 금천구 금하로 738)
- 시흥2동주민센터 (서울특별시 금천구 금하로 783)

## 경유지
경기도
- 시흥시 - 광명시

서울특별시
- 금천구